# Margo Harshman
Margo Cathleen Harshman ou simplesmente Margo Harshman (San Diego, 4 de março de 1986) é uma atriz estadunidense conhecida pelo seu papel Tawni Dean na série do Disney Channel, Even Stevens e pelo papel de Chugs no filme Sorority Row. Em 2012, interpretou Alex, assistente do Dr. Sheldon Cooper na série The Big Bang Theory. Desde 2013, tem papel recorrente na série NCIS, como Delilah.

## Carreira
Com dois anos de idade, Harshman foi participando de concursos de beleza. Aos 3, ela estava envolvida na dança e na ginástica. Aos 5, ela aprendeu a tocar piano, e aos 8, ela começou a atuar e conheceu seu primeiro empresário. Ela toca guitarra, piano e guitarra baixo. Harshman estrelou o curta-metragem Center of the Universe. Em 2008, ela coestrelou o filme Keith ao lado de Jesse McCartney. Em 2009, ela assumiu um papel de apoio o remake do filme de terror Sorority Row. Atualmente Margo interpreta Alex Jensen, assistente do Dr. Sheldon Cooper na série The Big Bang Theory.

## Filmografia

### Filmes
| Ano  | Título                                                   | Papel                    | Notas            |
| ---- | -------------------------------------------------------- | ------------------------ | ---------------- |
| 1997 | The Elf Who Didn't Believe                               | Jolie                    |                  |
| 2001 | Murphy's Dozen                                           | Bridgett                 | Filme de TV      |
| 2004 | The Even Stevens Movie                                   | Tawny Dean               | Filme de TV      |
| 2004 | Recipe for Disaster                                      | Rebecca Korda            | Filme de TV      |
| 2004 | Titletown                                                |                          | Filme de TV      |
| 2005 | Fellowship                                               | Gina                     |                  |
| 2006 | Hiding Victoria                                          | Victoria Walker          |                  |
| 2006 | Simon Says                                               | Kate                     |                  |
| 2006 | The Adventures of Big Handsome Guy and His Little Friend | Jane                     |                  |
| 2007 | Rise                                                     | Tricia Rawlins           |                  |
| 2007 | Judy's Got a Gun                                         | Maya Spektor             | Filme de TV      |
| 2008 | Extreme Movie                                            | Ted's Girlfriend         |                  |
| 2008 | Legacy                                                   | Nina                     |                  |
| 2008 | From Within                                              | Sadie                    |                  |
| 2008 | Keith                                                    | Brooke                   |                  |
| 2008 | College Road Trip                                        | Katie                    |                  |
| 2009 | Sorority Row                                             | Charlene "Chugs" Bradley |                  |
| 2009 | Fired Up                                                 | Sylvia                   |                  |
| 2012 | Mentryville                                              | Mandy                    |                  |
| 2015 | Toxin                                                    | Mandy                    |                  |
| 2016 | Love on the Vines                                        | Diana Armstrong          | Hallmark Channel |
| 2023 | Exposure                                                 | Nicole                   | Papel principal  |

### Televisão
| Ano           | Título                         | Papel           | Notas |
| ------------- | ------------------------------ | --------------- | --- |
| 2000-2003     | Even Stevens                   | Tawny Dean      | Série regular 47 episódios |
| 2003-2004     | Run of the House               | Brooke Franklin | Série regular 19 episódios |
| 2004          | Center of the Universe         | Sara            | 2 episódios: "The Lake House" (1ª temporada: episódio 2) "Good Parenting, Bad Parenting" (1ª temporada: episódio 4) |
| 2004          | Without a Trace                | Harley Palmer   | 1 episódio |
| 2005          | Everwood                       | Maura           | 1 episódio |
| 2006          | Grey's Anatomy                 | Jennifer Morris | 1 episódio |
| 2007          | Journeyman                     | Abby Armstrong  | 1 episódio |
| 2008          | 90210                          | Detention Girl  | 1 episódio |
| 2008          | Boston Legal                   | Margie Coggins  | 1 episódio |
| 2009          | Modern Family                  | Jungle Tanya    | 1 episódio |
| 2010          | $#*! My Dad Says               | Kim             | 1 episódio |
| 2012          | House                          | Melissa         | 1 episódio |
| 2012          | Bent                           | Screwsie        | Série regular 6 episódios |
| 2012-2013     | The Big Bang Theory            | Alex Jensen     | Papel Recorrente, 4 episódios: "The Higgs Boson Observation" (6ª temporada: episódio 3) "The 43 Peculiarity" (6ª temporada: episódio 8) "The Egg Salad Equivalency" (6ª temporada: episódio 12) "The Tangible Affection Proof" (6ª temporada: episódio 16) |
| 2013-presente | NCIS                           | Delilah         | Papel Recorrente |
| 2013          | Betas                          | Lisa            | 4 episódios |
| 2013          | Bones                          | Alison Kidman   | 1 episódio: "The Fury in the Jury" (9ª temporada: episódio 9) |
| 2014          | CSI: Crime Scene Investigation | April Brock     | 1 episódio: "Rubbery Homicide" (15ª temporada: episódio 8) |
| 2022          | How I Met Your Father          | Mia             | Episódio: "Stacey" |